# Qualifications pour le Championnat d'Europe de baseball 2012
Les qualifications pour le Championnat d'Europe de baseball 2012 se tiennent du 25 au 30 juillet 2011 en Belgique, Croatie et Espagne; du 26 au 29 juillet en Israël et du 27 au 29 juillet en Russie. 22 nations se disputent 5 places qualificatives pour rejoindre les 7 équipes déjà qualifiées lors du Championnat d'Europe 2010: Allemagne, France, Grèce, Italie, Pays-Bas, Suède et République Tchèque.
Les équipes sont réparties dans des poules géographiques. Après un round robin simple, les deux meilleures équipes jouent une finale au meilleur des trois rencontres, celle de poule comptant dans la décision.

## Poule d'Anvers

### Résultats
| 25 juillet 2011 | Pologne | 5 - 10 Boxscore | Slovaquie | Anvers, Belgique Affluence: 95 |

| 25 juillet 2011 | Belgique | 11 - 0 (7m) Boxscore | Autriche | Anvers, Belgique Affluence: 115 |

| 26 juillet 2011 | Lettonie | 2 - 9 Boxscore | Autriche | Anvers, Belgique Affluence: 60 |

| 26 juillet 2011 | Slovaquie | 7 - 10 Boxscore | Belgique | Anvers, Belgique Affluence: 145 |

| 27 juillet 2011 | Pologne | 15 - 0 (6m) Boxscore | Lettonie | Anvers, Belgique Affluence: 45 |

| 27 juillet 2011 | Autriche | 5 - 0 Boxscore | Slovaquie | Anvers, Belgique Affluence: 45 |

| 28 juillet 2011 | Autriche | 1 - 6 Boxscore | Pologne | Anvers, Belgique Affluence: 40 |

| 28 juillet 2011 | Lettonie | 0 - 17 (5m) Boxscore | Belgique | Anvers, Belgique Affluence: 85 |

| 29 juillet 2011 | Slovaquie | 16 - 6 (8m) Boxscore | Lettonie | Anvers, Belgique Affluence: 45 |

| 29 juillet 2011 | Belgique | 5 - 3 Boxscore | Pologne | Anvers, Belgique Affluence: 130 |

### Classement
| Pl. | Équipe    | J | V | D | %     |
| --- | --------- | - | - | - | ----- |
| 1   | Belgique  | 4 | 4 | 0 | 1.000 |
| 2   | Autriche  | 4 | 2 | 2 | .500  |
| 3   | Slovaquie | 4 | 2 | 2 | .500  |
| 4   | Pologne   | 4 | 2 | 2 | .500  |
| 5   | Lettonie  | 4 | 0 | 4 | .000  |

### Finale
| 30 juillet 2011 | Belgique | 7 - 1 Boxscore | Autriche | Anvers, Belgique Affluence: 160 |

## Poule de Barcelone

### Résultats
| 25 juillet 2011 | Irlande | 2 - 13 (7m) Boxscore | Suisse | Barcelone, Espagne Affluence: 62 |

| 25 juillet 2011 | Finlande | 0 - 15 (6m) Boxscore | Espagne | Barcelone, Espagne Affluence: 100 |

| 26 juillet 2011 | Suisse | 16 - 3 (7m) Boxscore | Finlande | Barcelone, Espagne Affluence: 40 |

| 26 juillet 2011 | Hongrie | 0 - 16 (5m) Boxscore | Espagne | Barcelone, Espagne Affluence: 200 |

| 27 juillet 2011 | Irlande | 10 - 0 (8m) Boxscore | Hongrie | Barcelone, Espagne Affluence: 57 |

| 27 juillet 2011 | Espagne | 6 - 0 Boxscore | Suisse | Barcelone, Espagne Affluence: 125 |

| 28 juillet 2011 | Hongrie | 6 - 1 Boxscore | Finlande | Barcelone, Espagne Affluence: 25 |

| 28 juillet 2011 | Espagne | 16 - 0 (5m) Boxscore | Irlande | Barcelone, Espagne Affluence: 100 |

| 29 juillet 2011 | Finlande | 2 - 4 Boxscore | Irlande | Barcelone, Espagne Affluence: 45 |

| 29 juillet 2011 | Suisse | 9 - 2 Boxscore | Hongrie | Barcelone, Espagne Affluence: 100 |

### Classement
| Pl. | Équipe   | J | V | D | %     |
| --- | -------- | - | - | - | ----- |
| 1   | Espagne  | 4 | 4 | 0 | 1.000 |
| 2   | Suisse   | 4 | 3 | 1 | .750  |
| 3   | Irlande  | 4 | 2 | 2 | .500  |
| 4   | Hongrie  | 4 | 1 | 3 | .250  |
| 5   | Finlande | 4 | 0 | 4 | .000  |

### Finale
| 30 juillet 2011 | Espagne | 3 - 2 Boxscore | Suisse | Barcelone, Espagne Affluence: 154 |

## Poule de Krymsk

### Résultats
| 27 juillet 2011 | Ukraine | 9 - 0 Boxscore | Biélorussie | Krymsk, Russie |

| 27 juillet 2011 | Ukraine | 0 - 7 Boxscore | Russie | Krymsk, Russie Affluence: 65 |

| 28 juillet 2011 | Biélorussie | 4 - 16 (m) Boxscore | Ukraine | Krymsk, Russie Affluence: 51 |

| 28 juillet 2011 | Biélorussie | 0 - 5 Boxscore | Russie | Krymsk, Russie Affluence: 35 |

| 29 juillet 2011 | Russie | 10 - 0 (7m) Boxscore | Biélorussie | Krymsk, Russie Affluence: 3 |

| 29 juillet 2011 | Russie | 8 - 2 Boxscore | Ukraine | Krymsk, Russie Affluence: 75 |

### Classement
| Pl. | Équipe      | J | V | D | %     |
| --- | ----------- | - | - | - | ----- |
| 1   | Russie      | 4 | 4 | 0 | 1.000 |
| 2   | Ukraine     | 4 | 2 | 2 | .500  |
| 3   | Biélorussie | 4 | 0 | 4 | .000  |

## Poule de Tel Aviv

### Résultats
| 26 juillet 2011 | Lituanie | 3 - 14 (7m) Boxscore | Grande-Bretagne | Tel Aviv, Israël Affluence: 40 |

| 26 juillet 2011 | Israël | 11 - 1 (7m) Boxscore | Géorgie | Tel Aviv, Israël Affluence: 857 |

| 27 juillet 2011 | Géorgie | 1 - 14 Boxscore | Lituanie | Tel Aviv, Israël Affluence: 60 |

| 27 juillet 2011 | Grande-Bretagne | 8 - 6 Boxscore | Israël | Tel Aviv, Israël Affluence: 650 |

| 28 juillet 2011 | Géorgie | 7 - 8 Boxscore | Grande-Bretagne | Tel Aviv, Israël Affluence: 75 |

| 28 juillet 2011 | Lituanie | 2 - 13 (8m) Boxscore | Israël | Tel Aviv, Israël Affluence: 800 |

### Classement
| Pl. | Équipe          | J | V | D | %     |
| --- | --------------- | - | - | - | ----- |
| 1   | Grande-Bretagne | 3 | 3 | 0 | 1.000 |
| 2   | Israël          | 3 | 2 | 1 | .666  |
| 3   | Lituanie        | 3 | 1 | 2 | .333  |
| 4   | Géorgie         | 3 | 0 | 3 | .000  |

### Finale
| 29 juillet 2011 | Grande-Bretagne | 0 - 7 Boxscore | Israël | Tel Aviv, Israël Affluence: 472 |

| 29 juillet 2011 | Israël | 2 - 5 Boxscore | Grande-Bretagne | Tel Aviv, Israël Affluence: 320 |

## Poule de Zagreb

### Résultats
| 25 juillet 2011 | Slovénie | 15 - 1 (m) Boxscore | Serbie | Zagreb, Croatie Affluence: 30 |

| 25 juillet 2011 | Roumanie | 5 - 9 Boxscore | Croatie | Zagreb, Croatie Affluence: 100 |

| 26 juillet 2011 | Bulgarie | 13 - 3 (7m) Boxscore | Serbie | Zagreb, Croatie Affluence: 75 |

| 26 juillet 2011 | Croatie | 10 - 0 (7m) Boxscore | Slovénie | Zagreb, Croatie Affluence: 90 |

| 27 juillet 2011 | Roumanie | 5 - 11 Boxscore | Bulgarie | Zagreb, Croatie Affluence: 35 |

| 27 juillet 2011 | Serbie | 2 - 18 (7m) Boxscore | Croatie | Zagreb, Croatie Affluence: 75 |

| 28 juillet 2011 | Bulgarie | 4 - 2 Boxscore | Slovénie | Zagreb, Croatie Affluence: 40 |

| 28 juillet 2011 | Serbie | 0 - 17 (5m) Boxscore | Roumanie | Zagreb, Croatie Affluence: 50 |

| 29 juillet 2011 | Slovénie | 3 - 1 Boxscore | Roumanie | Zagreb, Croatie Affluence: 35 |

| 29 juillet 2011 | Croatie | 8 - 4 Boxscore | Bulgarie | Zagreb, Croatie Affluence: 100 |

### Classement
| Pl. | Équipe   | J | V | D | %     |
| --- | -------- | - | - | - | ----- |
| 1   | Croatie  | 4 | 4 | 0 | 1.000 |
| 2   | Bulgarie | 4 | 3 | 1 | .750  |
| 3   | Slovénie | 4 | 2 | 2 | .500  |
| 4   | Roumanie | 4 | 1 | 3 | .250  |
| 4   | Serbie   | 4 | 0 | 4 | .000  |

### Finale
| 30 juillet 2011 | Croatie | 9 - 4 Boxscore | Bulgarie | Zagreb, Croatie Affluence: 50 |